# Profil wodowskazowy
Profil wodowskazowy – przekrój poprzeczny koryta rzeki wraz z obszarem
zalewowym, w miejscu wykonywania obserwacji hydrologicznych i pomiarów hydrometrycznych. W profilu wodowskazowym zainstalowana zazwyczaj jest łata wodowskazowa lub czujnik stanu wody. 
Profil wodowskazowy powinien być umieszczony tam gdzie:
- koryto jest, w miarę możliwości, zwarte i mieści cały przepływ wody;
- zwierciadło wody jest swobodne, przepływ niezakłócony przez żadne budowle;
- dno rzeki jest stabilne;
- są dogodne warunki do założenia wodowskazu, dostępu do wodowskazu, o każdej porze i stanie rzeki, przez obserwatora i personel techniczny.

Profile wodowskazowe w Polsce są zakładane przede wszystkim przez Instytut Meteorologii i Gospodarki Wodnej - Państwowy Instytut Badawczy.